# نشانگر برداشت

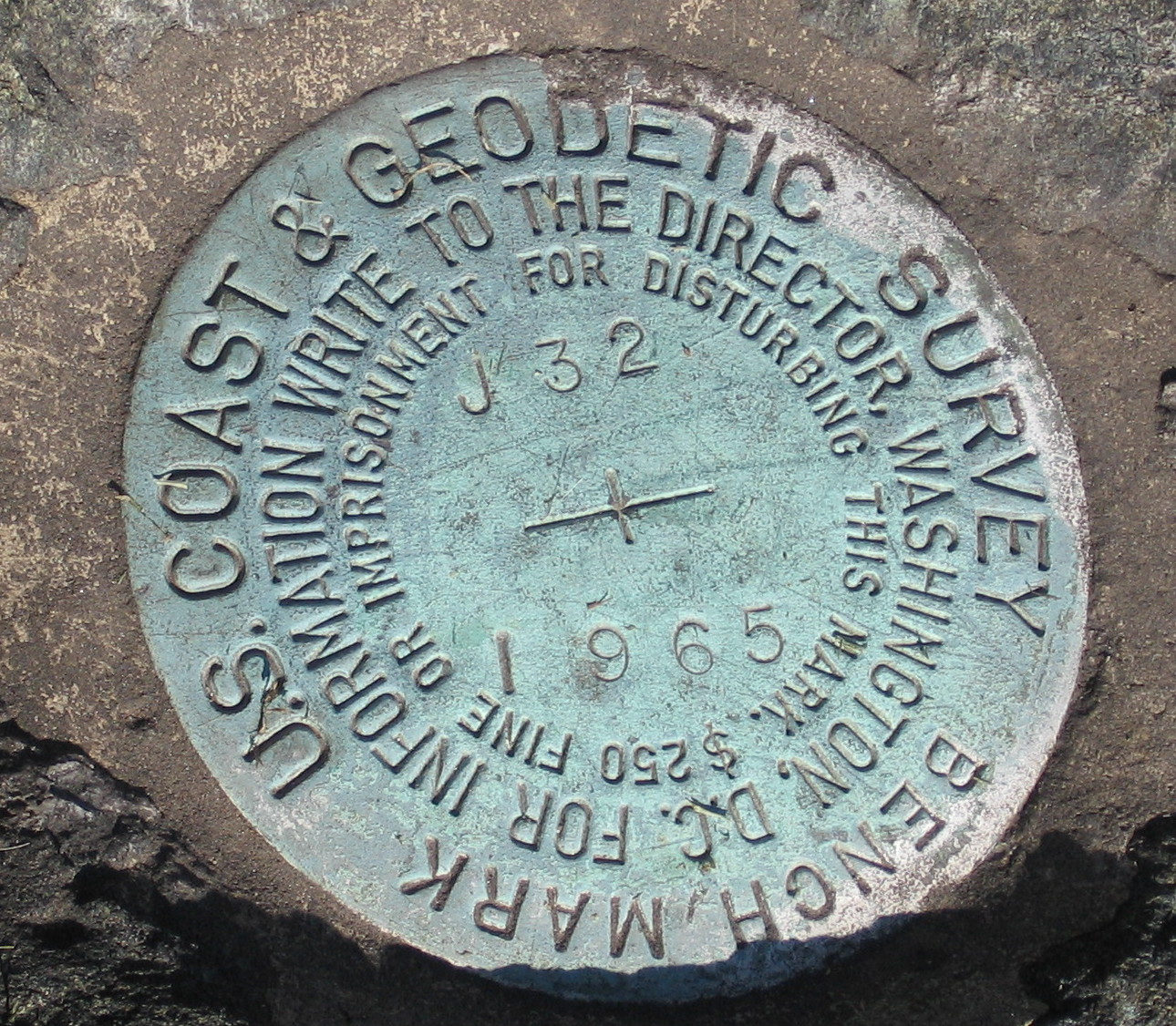
نمای نزدیک یک نشانگر برداشت نقشه‌برداری ساحلی و زمین‌سنجی ایالات متحده آمریکا.

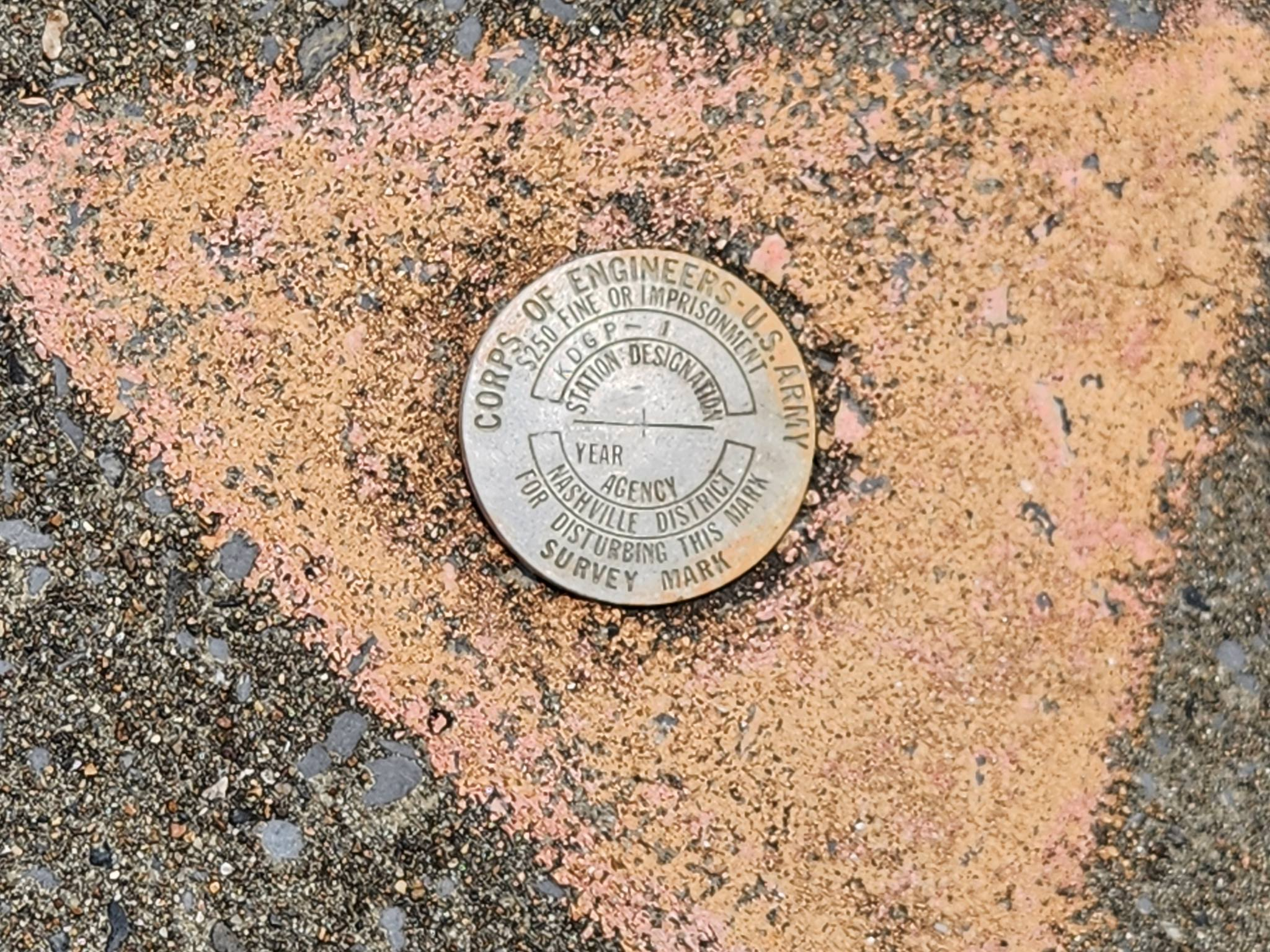
نشانگر برداشت نقشه‌برداری سپاه مهندسی ارتش ایالات متحده

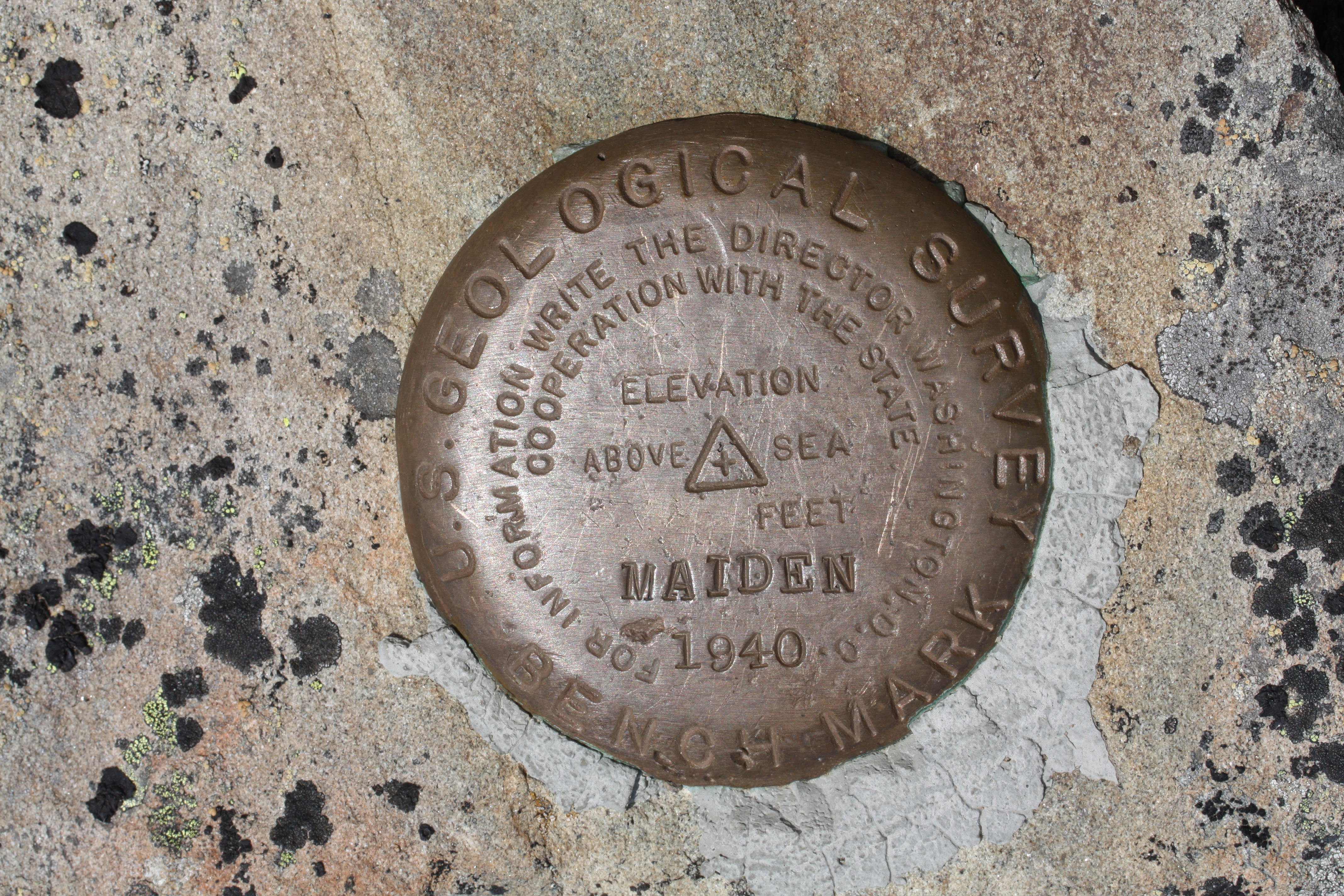
نشانگر ایستگاه مثلث‌بندی که با مثلث در مرکز نشان داده شده است.

نشانگر برداشت یا علامت برداشت (انگلیسی: Survey marker) اجسامی هستند که برای علامت‌گذاری نقاط مهم نقشه‌برداری روی سطح زمین قرار می‌گیرند. این نشانگرها در زمین‌سنجی و نقشه‌برداری زمینی به‌کار می‌روند. نقاط مبنا یا بنچمارک نوعی نشانگر برداشت است که ارتفاع از سطح دریا یا موقعیت عمودی را نشان می‌دهد. نشانگرهای موقعیت افقی که در مثلث‌بندی به‌کار می‌روند را ایستگاه مثلث‌بندی نیز می‌نامند.

## انواع
در طول سال‌ها، انواع مختلف اجسام و اشیاء، از دیسک‌های برنجی آشنا گرفته تا بطری‌های مشروب، گلدان‌های سفالی، و سنگ‌چین‌ها به عنوان نشانگرهای نقشه‌برداری مورد استفاده قرار گرفته‌اند. برخی از نشانگرها برای تعیین نقاط سه‌گانه یا نقاط مرزی مشترک سه یا چند کشور به‌کار رفته‌اند. در قرن نوزدهم، این نشانه‌ها اغلب حفره‌هایی بر روی تاقچه‌های سنگ، صلیب‌ها یا مثلث‌های تراشیده شده در سنگ، یا پیچ‌های مسی یا برنجی فرورفته در سنگ بستر بودند. امروزه در ایالات متحده، رایج‌ترین نشانگرهای نقشه‌برداری و زمین‌سنجی، دیسک‌های فلزی ریخته‌گری شده با نشانه‌های حک‌شده بر روی آن‌هاست که در تاقچه‌های سنگی قرار گرفته یا در بالای ستون‌های بتنی تعبیه شده یا به بالای لوله‌هایی که در زمین فرو رفته‌اند، چسبانده می‌شود. این نشانگرها قرار است دائمی باشند و مزاحمت و تخریب آن‌ها به طور کلی بر پایه قوانین فدرال و ایالتی ممنوع است.
نشانگرهای برداشت نقشه‌برداری در ناگویا، ژاپن، که تصاویری از شاچیهوکو را نشان می‌دهند، به دلیل طراحی دقیق آنها مورد توجه قرار گرفته است.